# RAF Barkston Heath
La Royal Air Force Barkston Heath ou RAF Barkston Heath (ICAO : EGYE) est une base aérienne de la Royal Air Force près de Grantham, dans le Lincolnshire, en Angleterre.
La RAF Barkston Heath héberge le No. 3 Flying Training School RAF (3 FTS) qui, pendant une période comprise entre 1995 et 2010 environ, a exploité le Slingsby T67M260 Firefly, suivi du Grob Tutor T1 exploité entre 2010 et 2018.
Un rôle secondaire de la RAF Barkston Heath est celui de terrain d'atterrissage de secours pour les activités d'entraînement au vol à la RAF Cranwell.

## Unités subordonnées

### 703eEscadron aéronaval
Le 703 NAS forme les pilotes de la Fleet Air Arm  destinés à piloter à la fois des hélicoptères  AgustaWestland Merlin et AgustaWestland Wildcat et des chasseurs Lockheed Martin F-35B II Lightning et BAe Hawk. Les étudiants en hélicoptère obtiennent leur diplôme à la No. 1 Flying Training School RAF (1 FTS) de la RAF Shawbury dans le Shropshire, tandis que les étudiants en jet rapide passent à la No. 4 Flying Training School RAF (en) (4 FTS) de la RAF Valley à Anglesey.

### Royal Air Force
- No. 22 Group RAF (en)
  - École de pilotage élémentaire de la Défense : No. 3 Flying Training School RAF

Le FTS no 3 dispense actuellement une formation de pilotage élémentaire aux étudiants de la Royal Navy sur le Grob Prefect T1. 